# 덕포동 (부산)
덕포동(德浦洞)은 부산광역시 사상구에 속한 법정동이다. 사상구의 북쪽에 있으며, 남동쪽에는 괘법동, 북동쪽에는 모라동, 그리고 서쪽으로는 삼락동과 접하며, 면적은 2.16km2, 인구는 2만 9900명(2008년)이다. 행정동은 덕포1동, 덕포2동이 있다.
경동아파트,오양아파트,청구아파트가 메인 아파트

## 유래
덕포동은 강선대(降仙臺)가 있던 바위 언덕과 낙동강이 만나는 포구가 있던 마을이었고, 언덕이라는 의미의 덕과 냇가라는 의미의 개가 붙어서 덕개라고 불리었다. 혹은 덕을 '크다'라는 의미로 풀이해 이 일대에 배가 들어올 만한 큰 포구가 있었다고 하여 덕포라 불린 해석을 하기도 한다.

## 교통
덕포동에는 덕포역과 모덕역이 있으며, 동의 동쪽에 경부선도 있으나 덕포동 내에 역은 없어 덕포동 주민들이 일반 열차를 이용하려면 괘법동의 사상역까지 가야 한다.

## 주요 기관
- 도로교통공단 부산북부운전면허시험장
- 부산도서관
- KT 덕포지점 (구 덕포전화국)

## 교육
- 사상초등학교
- 덕상초등학교
- 덕포초등학교
- 신라중학교
- 덕포여자중학교
- 부산대덕여자고등학교
- 부산항공고등학교
- 사상고등학교

## 주거

### 아파트
| 단지명            | 건설사   | 시행사                | 주소                      | 입주        | 비고 |
| ----------------- | -------- | --------------------- | ------------------------- | ----------- | ---- |
| 덕포 청구         | ㈜청구   | ㈜청구                | 사상구 백양대로700번길 23 | 2000년 10월 |      |
| 덕포 벽산신익타운 | 벽산건설 | 신익개발㈜            | 사상구 덕상로 20          | 1994년 8월  |      |
| 덕포 벽산늘푸른   | 벽산건설 | 부영건설㈜ ㈜한진개발 | 사상구 사상로342번길 21   | 1996년 12월 |      |
| 덕포 벽산블루밍   | 벽산건설 | ㈜넥스트개발          | 사상구 사상로342번길 39   | 2006년 2월  |      |